# Piletosoma guianalis
Piletosoma guianalis là một loài bướm đêm trong họ Crambidae.